# Fiender, en berättelse om kärlek
Fiender, en berättelse om kärlek (eng. Enemies: A Love Story) är en amerikansk långfilm från 1989 i regi av Paul Mazursky, med Ron Silver, Anjelica Huston, Lena Olin och Malgorzata Zajaczkowska i rollerna. Filmen bygger på romanen Fiender: en berättelse om kärlek av Isaac Bashevis Singer.

## Handling
Herman Broder överlever förintelsen och flyttar till USA. Han gifter om sig och skaffar också en älskarinna vid sidan av. En dag kommer hans första fru Tamara till USA ifrån Polen, de hade inte dött i nazisternas koncentrationsläger som Herman trott.

## Rollista
| Ron Silver            | – Herman Broder   |
| Anjelica Huston       | – Tamara Broder   |
| Lena Olin             | – Masha           |
| Margaret Sophie Stein | – Yadwiga         |
| Alan King             | – Rabbi Lembeck   |
| Judith Malina         | – Mashas mamma    |
| Rita Karin            | – Mrs. Schreier   |
| Phil Leeds            | – Pesheles        |
| Elya Baskin           | – Yasha Kobik     |
| Paul Mazursky         | – Leon Tortshiner |
| Zypora Spaisman       | – Sheva Haddas    |

## Utmärkelser

### Nomineringar
- Oscar: Bästa kvinnliga biroll (Anjelica Huston), Bästa kvinnliga biroll (Lena Olin) och Bästa manus efter förlaga (Roger L. Simon och Paul Mazursky).